# Péri (mythologie)
Pour les articles homonymes, voir Péri.
Une péri (en persan : پری, pari) est un génie de sexe féminin de la mythologie iranienne. Les péris sont des créatures ailées, élégantes et raffinées, d'une beauté quasi divine et d'une voix séraphique, semblables à des fées. Les péris sont parfois représentées dans un « paradis », avec à leur tête une péri reine.
Leur origine remonte aux pairaka, les sorcières de l'Avesta, considérées comme des forces du Mal agissant principalement pendant la nuit.
Elles possèdent le pouvoir de changer d'apparence et de se transformer en ravissantes jeunes filles, utilisant leurs pouvoirs surnaturels pour influencer les hommes et causer des méfaits.
Les pari, avec leur splendide beauté et leurs pouvoirs surnaturels, occupent une place importante dans le folklore persan.

## Mythe
Le roi Djamchid est présenté dans le Livre des Rois de Ferdowsi comme ayant soumis les dives, les oiseaux et les péris.
Sébastien Rhéal a défini les péris ainsi :

« Une des plus ravissantes créations de la  mythologie persane est la Péri, génie poétique, emblème de la sagesse et de la beauté. Chaque poète l'a choisi dans ses comparaisons pour le type le plus ineffable. Dans les premiers temps, ce nom paraît avoir appartenu à une race de créatures supérieures dont le règne bienfaisant s'est perpétué dans ce souvenir. Sous cette forme idéale, la Péri est encore la muse familière des poètes de l'Iran et de l'Idumée, le génie ailé qui visite les chaumières, les palais et les tentes ; elle présente des analogies avec les nymphes et les sylphes. L'histoire de plusieurs Péris, parmi lesquelles figure la Péri Margian, fournirait, soit dans leur guerre avec les Diws et les géants, soit dans les traditions postérieures, une suite de légendes non moins attachantes et surtout plus originales que les histoires de nos fées, généralement dénaturées par la lyre énervante et frivole des trouvères du moyen âge. »

## En musique
- Le Paradis et la Péri (1843) de Robert Schumann
- La Péri (1912) de Paul Dukas